# Jag for ner till bror
Jag for ner till bror är en kommande svensk dramaserie i fyra delar med premiär planerad på SVT någon gång under 2025. Serien är baserad på Karin Smirnoffs roman med samma namn från 2018. För seriens regi har Sanna Lenken svarat. Seriens manus har skrivits av Karin Arrhenius. Producent är Anna Wallmark. Huvudrollen som Jana Kippo spelas av Amanda Jansson som spelade samma karaktär i teateruppsättningen.

## Handling
Serien kretsar kring Jana Kippo, som efter många år återvänder till sin hemby i Västerbotten för att rädda sin alkoholiserade tvillingbror. I en värld fylld av gamla minnen och dolda hemligheter förälskar sig Jana i en man som påstås ha dödat sin fru Maria.

## Rollista (i urval)
- Amanda Jansson – Jana Kippo
- Jakob Öhrman – John
- Rasmus Johansson